# لخضر بريش
لخضر بريش هو معلق رياضي جزائري من مواليد عام 1960 يعمل في قنوات إس إس سي ، انطلق عمله عبر التلفزيون الجزائري ثم قناة بي إن سبورت لتي غادرها في عام 2023 لينضم لقنوات إس إس سي الباعث الأول لحصة ملاعب العالم الشهيرة في الجزائر. يُجيد بجانب العربية أربع لغات وهي الفرنسية والإنجليزية والإسبانية والإيطالية.

## مسيرته المهنية
بدأ بريش مُدرِّسًا في بدايته ثم توجه إلى عمله كمذيع ومعلق في التلفزيون الجزائري في مطلع الثمانينات وتحديداً، وقام بتغطية العديد من الأحداث الرياضية في تلك الفترة، ثم انضم لقناة مركز تلفزيون الشرق الأوسط إم بي سي في لندن لدى إنشائها عام
1991 ، وبعد مسيرة دامت سبع سنوات تحول عام 1999 إلى تلفزيون قطر ، ثم انضم في عام 2000 إلى قناة أبو ظبي الرياضية .
انتقل بريش بعدها إلى قناة الجزيرة الإخبارية عام 2002 ، ليحط الرحال بعد عام إلى قناة الجزيرة الرياضية التي تحولت إلى (بي إن سبورت لدى انطلاقتها عام 2003.
ولم يكتفي لخضر بالتعليق على المنافسات الرياضية أو تقديم الأخبار الرياضية فقط، بل قام أيضا بتقديم العديد من البرامج في الاستديوهات وإجراء المقابلات مع بعض الشخصيات الرياضيّة وخاصةً في إسبانيا.
كما قام بالتعليق على العديد من الأحداث الهامة مثل كأس العالم 94 و98 ودورات الألعاب الأولمبية 92 و96 و2000 ورابطة أبطال أوروبا والبطولات الإنجليزية والفرنسية والإيطالية والإسبانية والعديد من المباريات المحلية والعربية، ويقدّم بريش استديو الدوري الإسباني بجانب عدد من الزملاء الآخرين انطلاقا من مكتب بي إن سبورتس بمدريد.

## مسيرته الإعلامية
التحق بجريدة المنتخب الرياضية في 1989، ثم انتقل إلى الإذاعة الوطنية في القسم السياسي، وكان مقدم أخبار، وأصبحت بعدها مُعدّ ومذيع برنامج مغرب الشعوب، وفي نفس الوقت كان يعمل مع جرائد منها المساء.
تنقل إلى التلفزيون فطلب منه أن يبقى في القسم السياسي ويقدم النشرة الإخبارية مع زهية بن عروس، لكنه رفض لأنه أراد أن يكون في القسم الرياضي، فقدمه شريف بن علي الذي لن ينساه أبدا وكان مذيعا للأخبار بالفرنسية إلى الزميل بن يوسف وعدية الذي كان مسؤول القسم الرياضي بالتلفزيون، وكانت هذه بداية انطلاقته في التلفزيون بالقسم الرياضي.
أعلن عن توقيف مسيرته الإعلامية مع قنوات بي إن سبورتس القطرية بتاريخ 21 جوان 2023.

### انضمامه لقناة سعودية
أنضم لخضر بريش لقنوات شركة الرياضة السعودية (إس إس سي) في أواخر سبتمبر 2023، وعُين كمدير تحرير وكبير مقدمي الاستديوهات التحليلية.